# ГЕС Періяр-Нижня
ГЕС Періяр-Нижня – гідроелектростанція на півдні Індії у штаті Керала. Знаходячись після ГЕС Неріамангалам, становить нижній ступінь гідровузла у середній частині сточища річки Періяр, яка дренує західний схил Західних Гатів та впадає в Лаккадівське море дещо на північ від столиці штату міста Кочі.
Як машинний зал, так і гребля станції розташовані в долині Періяр після впадіння її правої притоки Muthirapuzha, з якою пов’язані інші станції гідровузла, включаючи зазначену вище Неріамангалам. При цьому ресурс із верхів’я самої Періяр в основному використовується для роботи двох дериваційних схем, котрі здійснюють перекидання води у сточища річок Vaigai (впадає до Полкської протоки на протилежному, східному узбережжі півострова Індостан) та Муваттупужа (дренує район на захід від середньої течії Періяр та за два десятки кілометрів на південний схід від Кочі впадає у лагуну Вембанад, відділену островом від Лаккадівського моря), що відбувається через ГЕС Періяр та ГЕС Ідуккі відповідно.
В межах проекту річку перекрили бетонною гравітаційною греблею Памбла висотою 41 метр та довжиною 284 метри, яка потребувала 54 тис м3 матеріалу. Вона утримує сховище з корисним об’ємом 4,6 млн м3, в якому можливе коливання рівня поверхні в операційному режимі між позначками 238 та 253 метр НРМ.
Від сховища через прокладений у гірському масиві лівобережжя тунель ресурс подається до розташованого за 13 км машинної зали, яка на завершальному етапі переходить у напірний водовід діаметром 5,25 метра. Він живить три турбіни типу Френсіс потужністю по 60 МВт, котрі працюють при напорі від 165 до 203 метрів (номінальний напір 184 метри) та забезпечують виробництво 0,9 млрд кВт-год електроенергії на рік.
Продукція видається до мережі по ЛЕП, розрахованих на роботу під напругою 220 кВ.